# Újudvar
Újudvar is een plaats (község) en gemeente in het Hongaarse comitaat Zala. Újudvar telt 1009 inwoners (2001).